# بروق منكسر
البروَق المنكسر (باللاتينية: Asphodelus refractus) نوع نباتي يتبع جنس البروَق من الفصيلة البروَقية.

## الموئل والانتشار
ينتشر في الجزء المتوسطي من الوطن العربي، حيث يتواجد في بلاد الشام ومصر والمغرب العربي.

## مرادفات للاسم
- (باللاتينية: Asphodelus pendulinus Coss. & Durieu)